# Permoberotha villosa
Permoberotha villosa là một loài côn trùng hóa thạch thuộc họ Permoberothidae, bộ Glosselytrodea. Loài này được Tillyard mô tả năm 1932.